# Cerro Potosí
Cerro Potosí ou Cerro El Potosí é o pico mais alto da Sierra Madre Oriental, com 3721  m de altitude e 1876 m de proeminência topográfica. Fica no estado de Nuevo León, cerca de 80 km a sul de Monterrey.
Na sua flora endémica encontra-se o pinheiro Pinus culminicola.